# 82-мм міномет БМ-37
82-мм міномет БМ-37 (індекс ГАУ 52-М-832Ш) — радянський батальйонний 82-мм міномет зразка 1937 року.

## Історія
У 1936 році на озброєння Червоної армії був прийнятий 82-мм батальйонний міномет обр.1936 року (БМ-36).  
За результатами використання у військах у ленінградському СКБ-4 Б. І. Шавиріна був розроблений удосконалений варіант міномета БМ-36. При збереженні початкової конструктивної схеми міномета практично всі його елементи були доопрацьовані з урахуванням вимог серійного виробництва. 
Основні відмінності:
- встановлена нова опорна плита мембранного типу круглої форми з бічним зрізом (у той час як у БМ-36 була опорна плита прямокутної форми, у якій при стрільбі деформувалися кути);
- маса нового міномета становила 56 кг - майже на 8 кг менше;
- висота ударника зменшилася з 26 мм до 8 мм;
- збільшений хід амортизатора. 
Міномет Шавиріна був простішим у виробництві і забезпечував розрахунком зручність при його обслуговуванні. Після завершення випробувань постановою Комітету оборони від 26 лютого 1939 р. його прийняли на озброєння під назвою «82-мм батальйонний міномет обр. 1937 »(БМ-37).

## Виробництво
Малосерійне виробництво 82-мм мінометів почалося в 1935-1936 роках, однак у необхідних масштабах 82-мм міномети Червона армія почала отримувати тільки перед початком радянсько-німецької війни (на 22 червня 1941 р. налічувалося 14200 шт. 82-мм мінометів). Під час війни виробництво було збільшено в рази. 

## Використання
Першою війною для міномета стали бої на Халхин-Голі у 1939-му, потім він використовувався в усіх війнах Радянського Союзу. 
На початку 1970-х років міномет був знятий з озброєння Радянської армії і замінений на нові, полегшені по вазі 82-мм міномети 2Б14 «Піднос» зразка 1981.
Тим не менш, відзначені випадки застосування мінометів цього типу (зі складів мобілізаційного резерву) в конфліктах на пострадянському просторі (зокрема, в чеченській війні росіянами та в російсько-українській війні українським військом).

## Варіанти
- 82-мм батальйонний міномет зразка 1941  - відрізнявся від зразка 1937 наявністю колісного ходу, опорною плитою арочної конструкції (по типу 120-мм міномета), а також двоногі іншої конструкції. Колеса встановлювались на півосі ніг двоноги і при стрільбі знімалися.

- 82-мм батальйонний міномет зразка 1943 - модифікація зразка 1941. В ході модернізації була змінена конструкція двоноги, колеса та кріплення прицілу.

## Оператори
- Єгипет: Виготовлявся по ліцензії як «Хелуан М-69» (Helwan M-69)
- Китайська Народна Республіка: Виготовлявся по ліцензії як «Тип 53» (Type 53)
- - СРСР
- Фінляндія: Під час війни трофейні міномети зразка 1937 року бул прийняті на озброєння як 82Krh/37, зразка 1941 року - 82Krh/41
- Третій Рейх: Під час війни трофейні міномети зразка 1937 року були прийняті на озброєння охоронно-поліцейських формувань як 8,2-cm Granatwerfer 274/2(r), зразка 1941 року - 8,2-cm Granatwerfer 274/3(r)[1].
- Чехія
- Румунія
- НДР: з 1951 року надходив на озброєння підрозділів казармовою народної поліції, надалі перебував на озброєнні Національної народної армії під найменуванням 82-mm-Granatwerfer Modell 37/41. Станом на 1990 рік на озброєнні залишалося 325 од. мінометів цього типу.
- Куба
- Мадагаскар
- Україна: станом на 2011 знаходились на зберіганні[2], з 2014 прийняті на озброєння.